# Alex Kidd BMX Trial
Alex Kidd BMX Trial (アレックスキッドBMXトライアル?) släpptes i Japan till Sega Master System 1987. Spelet är ett racingspel med BMX-cyklar.

### Fotnoter
1. ↑  ”Alex Kidd BMX Trial” (på engelska). Mobygames. 11 mars 1987. http://www.mobygames.com/game/sega-master-system/alex-kidd-bmx-trial. Läst 17 maj 2015.